# 박사랑 (작가)
박사랑은 대한민국의 텔레비전 드라마 작가이다. 

## 주요 작품
- 2023년 ENA 수목 미니시리즈 《남이 될 수 있을까?》 ... 집필